# Stowarzyszenie Żydów Kombatantów i Poszkodowanych w II Wojnie Światowej
Stowarzyszenie Żydów Kombatantów i Poszkodowanych w II Wojnie Światowej – organizacja żydowska powstała w 1991 roku, mająca na celu przede wszystkim ochronę praw kombatantów żydowskich i osób poszkodowanych podczas II wojny światowej. Jest członkiem Światowej Federacji Żydów Weteranów i Federacji Stowarzyszeń Żydowskich w Polsce. Liczy ponad 200 członków.

## Opis
Członkami Stowarzyszenia są obywatele polscy narodowości żydowskiej, którzy brali udział w walce z okupantem niemieckim (na wszystkich frontach i w konspiracji) oraz więźniowie gett, obozów koncentracyjnych lub obozów pracy, jak również ci, którzy się ukrywali i ocaleli z Holocaustu, jak również i ci, którzy, aby ratować swoje życie, uciekli do ZSRR i tam w bardzo ciężkich warunkach, często w łagrach, przetrwali wojnę. Do zadań Stowarzyszenia należy troska, aby Żydzi-obywatele polscy korzystali z należnych im uprawnień; dbanie o właściwy podział odszkodowań oraz wszelkich form pomocy i zapomóg.
W rocznicę powstania w getcie warszawskim, Stowarzyszenie przyznaje osobom zasłużonym pamięci honorowe medale „Powstanie w Getcie Warszawskim”.
Adres Stowarzyszenia: ul. Twarda 6, 00-105 Warszawa.

## Zarząd
- Prezes: Jan Okulicz Kozaryn
- Wiceprezes: Jacek Mazur
- Członek Zarządu: Piotr Wasiluk